# YIG-filter
Yttrium-jern-granat-kugler (YIG-kugler) fungerer som magnetisk afstembare filtre og resonatorer til mikrobølgefrekvenser. Disse filtre anvendes pga. deres høje Q-faktor.

En YIG-kugle laves fra en enkelt krystal af syntetisk yttrium-jern-granat-krystal. Disse kugler er typisk omkring 0,5 mm i diameter og fremstilles fra lidt større kuber, ligesom ved fremstilling af smykkesten. Granaten monteres på en keramisk stav, og et par små løkker omkring kuglen kobler felterne ind og ud af kuglen; løkkerne er halve, positioneret vinkelret på hinanden for at forhindre direkte elektromagnetisk kobling mellem dem og de jordes i én ende.
Feltet fra en elektromagnet ændrer kuglens resonansfrekvens og dermed frekvensintervallet den lader passere fra den ene halvløkke til den anden.  Fordelen ved denne filtertype er at granatkrystallet kan afstemmes over et meget stort frekvensområde ved at ændre styrken af magnetfeltet. Nogle YIG-filtre kan afstemmes fra 3 GHz og op til 50 GHz. YIG-filtre består typisk af adskillige koblede resonanskredstrin, hvor hver trin består af en kugle og et par halve løkker. 
Input og output spoleløkker er orienteret vinkelret på hinanden omkring YIG-krystallet. Spoleløkkerne er krydskoblede når induceret ved den ferrimagnetiske resonansfrekvens, som afhænger af det eksterne magnetiske felt ydet af en elektromagnet.
YIG-filtre anvendes ofte som HF-filtre (eng. preselectors). YIG-filtre afstemmes af skannestrømmen og bliver anvendt i spektrumanalysatorer.
En anden YIG-anvendelse er YIG-oscillatorer, hvor kuglen fungerer som en afstembar frekvensbestemmende element.   YIG-kuglen kobles til en forstærker som yder den nødvendige tilbagekobling til oscillation.